# Classe di ferro (manga)
Classe di ferro (魁!!男塾?, Sakigake!! Otokojuku) è un manga scritto e disegnato da Akira Miyashita. L'opera è stata serializzata dal 1985 al 1991 sulla rivista Weekly Shōnen Jump di Shūeisha e in seguito raccolta in 34 volumi tankōbon. L'adattamento italiano è stato curato da Star Comics in 20 albi più voluminosi dei corrispettivi giapponesi, pubblicati tra il 27 dicembre 2007 e il 28 luglio 2009. Il manga è stato adattato in un anime di 34 episodi, prodotto dalla Toei Animation e diretto da Nobutaka Nishizawa, inedito in Italia.

## Trama
Il preside della scuola privata "Otokojuku" (lett. "la scuola degli uomini"), Heihachi Edajima, è stato un eroe di guerra durante la seconda guerra mondiale. Ha addestrato i suoi studenti a svolgere un ruolo attivo in politica, economia e nelle industrie in Giappone e in tutto il mondo, anche se il modo di formazione è altamente anacronistico. L'educazione ricevuta nella Otokojuku è infatti a dir poco spartana, e più adatta ad un plotone di militari dei primi del '900 che ad un gruppo di liceali. In ogni aspetto della vita degli studenti è difatti abolita ogni sorta di comodità: giusto per fare un esempio, i ragazzi sono obbligati a dormire su scomodi letti in legno e a cibarsi in maniera ai limiti del frugale. Dal lunedì al venerdì gli è inoltre vietato uscire dai confini della scuola, pena il ricevere severissime punizioni. Qualsiasi riferimento al mondo occidentale o comunque moderno, poi, viene evitato in quanto l'occidente in generale viene considerato immorale e deviante.
I ragazzi debbono mantenere "puro" il loro spirito di guerrieri nazionalisti, ragion per cui è severissimamente vietato trastullarsi con la musica (uniche eccezioni concesse: la musica popolare Giapponese e l'Inno Nazionale) e con la televisione. Escluse, naturalmente, anche le ragazze. Inoltre, ogni studente deve sempre indossare la sua divisa scolastica. Persino nell'intimo, non si fanno eccezioni. Lo spirito della Otokojuku prevede infatti che un vero uomo non indossi boxer o slip, ma anzi il Fundoshi. Parlando poi dei metodi didattici della scuola, essi si basano su di estenuanti prove fisiche, atte a temprare l'animo dei giovani studenti. Dalle normali flessioni alla corsa, il tutto è accentuato e reso ancor più difficoltoso dai dispotici professori, i quali possono disporre dei loro alunni nel modo che più li aggrada. Soprattutto le matricole sembrano ricevere il trattamento più brutale e severo: ogni violenza sia fisica che psicologica nei loro riguardi è infatti concessa, e nessuno di loro può ribellarsi, pena la reclusione. Gli studenti del primo anno debbono quindi sottostare ad ogni tipo di ordine, eseguendo senza fiatare, che questo provenga dai docenti o anche dai compagni più grandi.
Questi ultimi, soprattutto, vengono presentati come dei veri e propri bulli. La scuola, inoltre, presenta diverse "specialità", cioè prove od esercizi più difficili e particolari del solito, i quali vengono nominati man mano durante il prosieguo del manga. Si va dalla "marcia sempre dritti" (ovvero marciare sempre dritto, senza mai svoltare, abbattendo ogni ostacolo che si frapponga fra il corteo di studenti e la loro direzione) al rugby (pronunciato "raguby", ovvero una forma ancor più cruenta del normale sport di squadra; da praticarsi impugnando ogni tipo di arma), passando per un particolare tipo di boxe in cui è concesso l'uso di tirapugni borchiati. Senza dimenticarsi, poi, il terribile bagno nell'olio bollente.
Ad una prima lettura, il manga potrebbe sembrare un concentrato di violenze e brutalità d'ogni tipo. Di contro, il lato comedy (almeno nella prima parte) è fortemente accentuato, e non di rado si presentano ilari gag ricorrenti o situazioni ai limiti del comico. Tutti i protagonisti, infatti, vivono estremamente alla leggera la loro condizione, trovando addirittura il modo di farsi valere, pian piano. Non di rado, i compagni più grandi ed i professori vengono infatti umiliati ed anche picchiati, quando mediante abili stratagemmi gli studenti del primo anno riescono ad aggirare il severissimo regolamento. Molti dei protagonisti e dei comprimari, inoltre, hanno spesso l'abitudine di cacciarsi in situazioni assurde, scatenando tutta una serie di equivoci e situazioni divertenti.

## Personaggi

### Personale Scolastico
Heihachi Edajima (江田島 平八?, Edajima Heihachi)
Doppiato da:Daisuke Gōri
Imponente e nerboruto uomo di mezza età, Heihachi è il severissimo preside nonché fondatore del liceo privato Otokojuku. Eroe di guerra pluridecorato, possiede ancora una forza smisurata e desidera che i suoi discepoli seguano la sua strada, e si votino completamente al loro paese; per temprare il loro carattere e renderli dei veri uomini, dunque, ha fatto in modo che l'istituto divenisse, più che una scuola, una vera e propria accademia militare. I ragazzi sono tenuti a rispettare regole ferree e a non mostrare mai segni di cedimento, pena l'esclusione immediata. Lo stesso Heihachi tiene molto alle formalità: è solito indossare sempre abiti tradizionali giapponesi ed è il primo a fornire il buon esempio ai giovani studenti, non mostrandosi mai debole o comunque meschino nei loro riguardi. Crede fermamente che la cosiddetta "educazione democratica" abbia reso il Giappone povero di spirito e spina dorsale, ed è proprio per questo che si ostina a portare avanti l'ideale della Otokojuku, cercando di risollevare la gioventù del suo paese, a suo dire smidollata e troppo assuefatta ai decadenti costumi occidentali. Benché il suo aspetto sia sempre truce e serioso, il preside ha tuttavia uno spiccato ed inconsapevole lato comico. Uomo di poche parole, è solito urlare costantemente la frase "io sono il preside della Otokojuku, Edajima Heihachi!" in qualsiasi circostanza, suscitando spesso ilarità nel lettore, nonché tutta una serie di buffe conseguenze; come l'infrangersi dei vetri o lo spavento / sgomento dei presenti, i quali sperano ogni volta di sentirgli pronunciare un discorso di senso compiuto. Aspettative troppo spesso deluse. Un'altra gag ricorrente lo vede intento a curare il proprio aspetto, azione che si traduce mediante il lustramento del suo cranio mediante un panno.
Oni-Hige (鬼ヒゲ?)
Doppiato da: Shigeru Chiba
Leader "morale" del trio di docenti del primo anno, Oni-Hige deve il suo nome al suo aspetto fisico. L'Oni, nel folklore giapponese, è infatti un demone assai simile ad un orco; situazione non causale, in quanto l'uomo è caratterizzato da un'espressione perennemente infuriata, condita da barba e baffi incolti nonché da sopracciglia foltissime. Non particolarmente alto o prestante, indossa un completo da Kendō e brandisce sempre uno Shinai, con il quale si diverte ad infierire sui suoi studenti. Risulta inoltre piuttosto avido, sempre affamato di soldi e particolarmente avvezzo a trovare modi per poterne guadagnare sempre di più. Naturalmente, sfruttando gli altri professori ed i suoi discepoli. All'apparenza severo e tirannico, cela in realtà un carattere debole e meschino: non di rado la sua autorità finisce con l'andare a farsi friggere, a causa delle sue dispotiche esagerazioni. In quelle occasioni viene dunque picchiato dagli alunni, abilissimi a trovare falle nel regolamento che possano permettergli di vendicarsi sull'odiato docente. Inerme dinnanzi al loro potere finisce quindi per soccombere, tentando in extremis di salvarsi, scaricando la colpa su qualcun altro (come gli altri professori). Nonostante creda fermamente nello spirito della Otokojuku, nei weekend è solito aggirarsi nei pressi di Roppongi abbigliato all'occidentale, cercando in tutti i modi di corteggiare (senza riuscirci) le giovani universitarie della zona. È doppiato da
Hikoubou (飛行帽?, Hikōbō)
Doppiato da: Ryōichi Tanaka
Conosciuto nell'anime con il nome di Rankiryu, Hikoubou è il braccio destro di Oni-Hige. Il suo aspetto cambia a seconda del contesto: nel manga è abbigliato con una divisa da aviatore, nell'anime sfoggia invece un abbigliamento assai vicino a quello dei monaci giapponesi. In entrambi i casi si dimostra comunque protagonista del frangente che lo vede comandare la famosa "marcia sempre dritto", ovvero il corteo che egli decide di organizzare con gli studenti del primo anno. Li obbligherà dunque a sottoporsi alla prova del "marciare senza mai fermarsi" e sempre nella stessa direzione, costringendoli a camminare nei canali di scolo e ad abbattere case, pur di non farli girare e tradire così il senso della prova. Di carattere molto simile ad Oni-Hige, egli risulta comunque avere un lato buono: padre di famiglia ed attaccatissimo alla moglie ed ai figli, cerca di guadagnare più soldi unicamente per far vivere i suoi cari negli agi. Tuttavia, anche lui viene di quando in quando "raddrizzato" dai suoi discepoli a suon di pugni.
Tetsu-Kabuto (鉄カブト?)
Doppiato da: Ikuya Sawaki
Terzo membro del trio di docenti del primo anno, Tetsu-Kabuto non risulta assai caratterizzato, essendo più che altro un riempitivo. Singolare il suo nome, letteralmente traducibile in "testa di ferro", dovuto al suo perenne indossare un elmetto militare. Proprio come gli altri professori, si diverte spesso ad infierire sugli studenti ed a tiranneggiarli; tuttavia, esattamente come accade ad Oni-Hige ed Hikoubou, anch'egli riceverà di quando in quando sonore lezioni dai giovani ragazzi.

### Studenti del primo anno
Momotarō Tsurugi (剣 桃太郎?, Tsurugi Momotarō)
Doppiato da: Hideyuki Hori
Silenzioso ed implacabile, Momotaro (detto "Momo") è il leader degli studenti del primo anno. Dal temperamento solitamente calmo e riflessivo, non cela tuttavia un ardente spirito combattivo, il quale lo rende capace di affrontare con caparbietà anche le situazioni più difficili e pericolose. Pochissimi, infatti, risultano essere i personaggi della serie che hanno saputo tenergli testa o metterlo seriamente in difficoltà: fra questi, Gouji Akashi, Genji Togashi, J e Date Omito. In prima linea ogni volta che si tratta di difendere i suoi compagni, Momotaro è animato da un profondo senso di giustizia. Si dimostra anche un ottimo stratega, rivelando dunque un'intelligenza assai sviluppata. Sa parlare in inglese, ed essendo dotato di un intuito formidabile, riesce sempre ad inquadrare al meglio persone e contesti. Ha sempre sul volto un sorriso di sfida e ben poche volte muta la sua espressione, non lasciando mai troppo trasparire le sue reali emozioni. Indossa un'Hachimaki bianca sulla fronte ed è un maestro di spada (si batte sempre con la sua fedele Katana); molti elementi della sua corporatura e del suo volto, inoltre, lo rendono assai somigliante a Kenshiro.
Genji Togashi (富樫 源次?, Togashi Genji)
Doppiato da: Ken Yamaguchi
"Braccio destro" e migliore amico di Momotaro, Togashi è uno dei personaggi più rappresentativi della serie, nonché uno dei migliori studenti del primo anno. Dal temperamento irascibile e facilmente incline all'uso delle mani, risulta essere la "testa calda" del gruppo, status che lo porterà a cacciarsi in non pochi guai. Prima di iscriversi alla Otokojuku, infatti, Togashi era un rinomato "rissaiolo", uno dei peggiori piantagrane di tutta la città. Lui stesso si vanterà, nel corso dei capitoli, di non aver mai perso in una rissa; né usando i pugni, né il coltello (arma che egli risulta per altro saper padroneggiare con maestria). Nonostante il suo essere iracondo, tuttavia, dimostra in fondo un animo gentile ed un forte senso dell'onore. È fedele e leale ai suoi amici, e preferirebbe morire sacrificandosi per loro piuttosto che salvarsi, lasciandoli al loro destino. Ha una lunga cicatrice sull'occhio destro e dei lunghi capelli neri, tenuti in ordine da un cappello da studente, di quelli che normalmente fanno parte del corredo vestiario di ogni studente giapponese. Si scoprirà, più in là, che quel cappello è l'unico ricordo che egli ha di una persona molto speciale. In quanto a forza fisica, risulta avere una resistenza incredibile (può rimanere per ore in equilibrio sui palmi delle mani e sopportare in silenzio lunghi bagni nell'olio bollente); tuttavia, avendo uno stile di lotta per l'appunto da "rissaiolo", non riesce a padroneggiare tecniche di arti marziali o boxe, risultando debole contro chi invece ha alle spalle una seria preparazione in materia.
Ryūji Toramaru (虎丸 龍次?, Toramaru Ryūji)
Doppiato da: Yūsaku Yara
Fra i più allegri e spensierati dell'intera classe del primo anno, Toramaru è il classico personaggio in bilico fra il comico ed il serio. Racchiudendo in sé molte delle caratteristiche tipiche dei protagonisti degli Shōnen (appetito smisurato, atteggiamento a volte ingenuo ma da inguaribile ottimista, senso del dovere oltre ogni limite, inclinazione a cacciarsi in situazioni buffe), è sempre pronto a smorzare gli animi, ogni volta che la situazione diviene tesa. Di corporatura massiccia e dall'aspetto selvaggio, la presenza di Toramaru nella Otokojuku viene rivelata solamente nell'arco narrativo della "Uccisione con quattro Grandi Sventure in Mezzo alle Meraviglie (驚邏大四凶殺 / Kyoura Daiyon Kyousatsu)". Il ragazzo, infatti, era stato tenuto "in prigione" per aver osato rispondere fisicamente alle prepotenze di un insegnante, aggredendolo. Fu quindi rinchiuso in uno stanzino per svariati mesi, nonché obbligato a reggere il peso di un gigantesco blocco di pietra. Essendosi proprio per questo rivelato come uno dei personaggi più forti di tutta la scuola (sembra proprio che la tortura non gli abbia fatto né caldo né freddo, anzi), venne subito accolto da Togashi, Momotaro e J all'interno del quartetto che avrebbe affrontato i quattro combattenti del Gogakuren del Kantō. Scelta azzeccata, in quanto Toramaru, oltre ad esser sempre sorridente e tendenzialmente positivo, non esita neanche un secondo a battersi per il bene della sua squadra, essendo disposto a sacrificare persino la sua vita. Il suo aspetto è contraddistinto da una barba incolta e da lunghi capelli castani, nonché da una massa muscolare notevolmente sviluppata.
J
Doppiato da: Banjō Ginga
Studente straniero proveniente dagli Stati Uniti d'America, J risulta, in quanto a potenza e forza fisica, secondo solamente a Momotaro. Biondo e molto simile ad un Marine, è un ragazzo incredibilmente alto e muscoloso, appassionato di boxe, dallo sguardo sempre truce ed impenetrabile. Molto sicuro di sé e delle sue capacità, si rivela quindi un combattente spietato: prende una sfida molto sul serio e detesta chi non sia disposto ad impegnarsi al massimo, a sua volta. Prediligendo l'uso delle mani in quanto pugile professionista, è solito rinforzarle indossando dei Tirapugni speciali, realizzati mediante l'utilizzo di un metallo praticamente indistruttibile. Tuttavia, anche senza ricorrere ai tirapugni, i cazzotti di J risulterebbero letali per chiunque. Il ragazzo, infatti, padroneggia alla perfezione la tecnica del cosiddetto "mach punch", ove il "mach" indica la velocità dei colpi stessi. Colpi talmente veloci e potenti da riuscire ad infrangere una lastra di pietra, passando fra le pale in movimento di un grosso ventilatore. Arrivato in visita alla Otokojuku come leader e studente più promettente della "Super Police Academy" giunta dagli U.S.A., deciderà alla fine di non tornare in America con i suoi compagni. Un duro scontro con Momotaro, infatti, gli farà venire voglia di mettersi alla prova all'interno della scuola giapponese, per diventare forte come il suo amico / rivale. Stringerà un profondo sodalizio anche con Togashi e Toramaru.
Hidemaro Gokukouji (極小路 秀麻呂?, Gokukouji Hidemaro)
Doppiato da: Noriko Tsukase
Personaggio secondario e spesso relegato a ruoli marginali/comedy, Hidemaro è inizialmente il protagonista di un mini arco narrativo che lo vede come rampollo di una nota e temuta famiglia di Yakuza. Entrato in contrasto con Momotaro, cercherà in tutti i modi di umiliarlo ed ucciderlo, avvalendosi del suo status di gangster. Tuttavia, non riuscirà nel suo intento. Dopo un tradimento avvenuto ai danni della sua famiglia, inoltre, viene a sapere che il padre è stato arrestato e che quindi la sua banda è stata smantellata. Avendo perso ogni tipo di potere e beneficio, decide quindi di iscriversi alla Otokojuku, nella quale dimostrerà comunque la sua forza ed il suo carattere deciso. Posseduto dallo spirito della scuola, infatti, si trasformerà da ragazzino viziato e prepotente a uomo fiero e coraggioso. È solito vantarsi dei suoi capelli, in stile Rockabilly.
Taio Matsuo (松尾 鯛雄?, Matsuo Taio)
Doppiato da: Jūji Matsuda
Personaggio secondario come Idemaro, ed anch'egli relegato spesso a situazioni divertenti, atte a stemperare gli animi. Dall'aspetto buffo (acconciatura particolarissima, labbra esageratamente grandi, occhi sporgenti), Matsuo agisce spesso in coppia con Tazawa, con il quale forma sovente un duo. Appassionato di musica pop (nel manga viene sorpreso, da un insegnante, nell'atto di cantare "Thriller " di Michael Jackson nei bagni della scuola) e dal carattere non propriamente forte e deciso, Matsuo si sottopone comunque ad ogni tipo di prova od esercizio, lamentandosi ma portando sempre tutto a termine.
Shinichiro Tazawa (田沢 慎一郎?, Tazawa Shin'ichirō)
Doppiato da: Masato Hirano
Personaggio anch'egli secondario, è "l'intellettuale" della classe del primo anno. Occhialuto e dalla testa rasata, Tazawa è considerato dai suoi compagni come una persona intelligentissima; questo perché, visto lo standard generale dell'intera scuola, anche solo saper recitare le tabelline o conoscere qualche parola di inglese serve ad essere giudicati come dei geni. Difatti, le abilità di Tazawa si limitano alla conoscenza della Tavola pitagorica (che egli enuncia con fare assai teatrale, dinnanzi allo stupore dei suoi compagni, che lo guardano ammirati) e al saper pronunciare qualche parola straniera. Tuttavia, egli non riesce in questo senso a formulare frasi di senso compiuto, utilizzando a casaccio espressioni e termini inglesi, essendo però convinto di farsi capire.
Kiyomi Tsubakiyama (椿山 清美?, Tsubakiyama Kiyomi)
Doppiato da: Kazuhiro Nakata
Ragazzo sovrappeso e dall'animo sensibile, forma con Tazawa, Idemaro e Matsuo un quartetto "nelle retrovie". Inizialmente intimorito dalla Otokojuku, pur possedendo un fisico imponente, viene preso di mira da alcuni bulli del secondo anno. Riuscirà comunque a farsi valere, vincendo le sue paure e mettendo a tacere i bulli, grazie anche all'aiuto dei suoi amici del primo anno.

### Studenti del secondo anno
Gōji Akashi (赤石 剛次?, Akashi Gōji)
Doppiato da: Katsuji Mori
D'aspetto imponente e torreggiante, è il temutissimo leader degli studenti del secondo anno. Proprio come Momotaro, risulta avere un carisma eccezionale; solamente che, al contrario di quest'ultimo, i suoi compagni sembrano rispettarlo unicamente per il senso di paura che incute, più che per sincera amicizia. Akashi è infatti un tipo violento e dispotico, che non esita a punire con la morte chiunque osasse fallire un suo ordine, o che non gli mostrasse il rispetto che egli pretende. Nessuno, eccezion fatta di Momotaro, può tenergli testa: è infatti uno dei più potenti maestri di spada di tutto il Giappone nonché uno dei guerrieri più forti della Otokojuku. Con la sua fedele katana riesce a ridurre in brandelli persino i materiali più duri e resistenti, e la sua imponente muscolatura lo rende temibile anche nel semplice corpo a corpo. Tre anni prima degli avvenimenti del manga era stato addirittura espulso dalla Otokojuku per un brutale eccesso di violenza. Scontata la pena, al suo ritorno ingaggerà una sanguinaria rivalità con Momotaro, entrando lievemente in contrasto anche con J. Per ironia della sorte, come Tsurugi risulta sembrare assai somigliante a Kenshiro, Akashi si fa notare per una spiccata somiglianza con Raoul.

## Manga
Il manga è stato serializzato su Weekly Shōnen Jump dal numero 22 del 1985 al numero 35 del 1991. La serie è stata raccolta in 34 volumi raccolti pubblicati sotto il marchio Jump Comics.
Dato il successo della serie, da essa vennero tratti diversi manga spin-off:
- Sora yori takaku (天より高く?)
- Akatsuki!! Otokojuku: seinen yo, taishi wo idake (曉!!男塾 青年よ、大死を抱け?)
- Tenkamusou Edajima Heihachi den (天下無双 江田島平八伝?)
- Ōkouchi minmeimaru hyōden (大河内民明丸評伝?)
- Kenshoku dōgen tokkyū chūbōshi wang ta-ren (拳食同源 特級厨房師 王大人?)
- Shiritsu kiwamemichi kōkō 2011 (私立極道高校2011?)
- Goku!! Otokojuku (極!!男塾?)

## Anime
Classe di ferro è stato adattato in una serie televisiva anime tre anni dopo l'inizio del manga dalla Toei Animation diretto da Nobutaka Nishizawa. Iniziò il 25 febbraio 1988 e finì il 14 novembre 1988, per 34 episodi. La sigla di apertura era Yogorecchimatta kanashimi ni (汚れっちまった悲しみに?) e quella di chiusura Ikujidai Arimashite (幾時代ありまして?).

## Videogiochi
1. Famicom - Sakigake!! Otokojuku
2. Game Boy - Sakigake!! Otokojuku - Meiō-tō Kessen
3. PlayStation - Simple 2000 - The Dodgeball - Sakigake!! Otokojuku
4. PlayStation 2 - Sakigake!! Otokojuku
5. Nintendo DS - Jump Ultimate Stars
6. PlayStation 3 - Sakigake!! Otokojuku: Nihon yo, Kore ga Otoko de aru!!
7. PlayStation 3/PlayStation Vita - J-Stars Victory Vs

## Accoglienza
È una delle serie manga di Weekly Shōnen Jump più vendute di tutti i tempi in quanto ha venduto oltre 26 milioni di copie.